# Tore Renberg
Tore Renberg (né le 3 août 1972 à Stavanger) est un écrivain norvégien.

## Œuvre
- 1995 : Sovende floke
- 1996 : Matriarkat
- 1998 : Renselse
- 2001 : En god tid
- 2003 : Mannen som elsket Yngve (L'homme qui aimait Yngve, traduction d'Alexis Fouillet, éditions Odin, 2004)
- 2005 : Kompani Orheim
- 2006 : Farmor har kabel-TV / Videogutten (Grandma's Got Cable TV / Video Boy)
- 2008 : Charlotte Isabel Hansen (traduction de Carine Bruy, Mercure de France, 2011)
- 2009 : Pixley Mapogo (traduction de Carine Bruy, Mercure de France, 2013)
- 2011 : Dette er mine gamle dager
- 2013 : Vi Ses i Morgen (traduction de Terje Sinding sous le titre : "Les Rois du pétrole" - Presses de la Cité, 2015)
- 2014 : Angrep fra alle kanter (traduction de Terje Sinding sous le titre : "Le Gang des bras cassés" - Presses de la Cité, 2018)

## Filmographie (scénariste)
- 2008 : L'Homme qui aimait Yngve